# Hungarian Juniors
Das Hungarian Juniors (auch Hungarian Junior International Championships genannt) ist im Badminton die offene internationale Meisterschaft von Ungarn für Junioren und damit das bedeutendste internationale Juniorenturnier in Ungarn. Es wurde erstmals 1992 ausgetragen und fand bis 1995 jährlich statt. 2011 wurde die Meisterschaft wiederbelebt.

## Die Sieger
| Saison    | Herreneinzel                   | Dameneinzel             | Herrendoppel                           | Damendoppel                         | Mixed                                       |
| --------- | ------------------------------ | ----------------------- | -------------------------------------- | ----------------------------------- | ------------------------------------------- |
| 1992      | Aivaras Kvedarauskas           | Regina Aramjantz        | Richárd Bánhidi Károlyi Ákos           | Monika Lipińska Marzena Lipińska    | Darius Karczmarczyk Marzena Lipińska        |
| 1993      | Jan Kostelecký                 | Markéta Koudelková      | Tamás Lábodi Viktor Cséti              | Markéta Koudelková Romana Cihlarová | Jan Kostelecký Markéta Koudelková           |
| 1994      | Jan Vondra                     | Andrea Ódor             | Balázs Szabó Csaba Retkes              | Maja Pohar Urša Jovan               | Balázs Szabó Andrea Ódor                    |
| 1995      | Ivan Sotirov                   | Darja Kranjc            | Tihomir Kirov Ivan Sotirov             | Hana Procházková Hana Veverová      | Vaclav Friedrich Hana Veverová              |
| 1996 2010 | nicht ausgetragen              | nicht ausgetragen       | nicht ausgetragen                      | nicht ausgetragen                   | nicht ausgetragen                           |
| 2011      | Rasmus Grill                   | Neslihan Yiğit          | José Francisco Membrive Alejandro Toro | Neslihan Yiğit Neslihan Kılıç       | Kasper Antonsen Celine Juel                 |
| 2012      | Jeon Hyeok-jin                 | Kim Hyo-min             | David Daugaard Mathias Christiansen    | Kim Hyo-min Han So-yeon             | Bae Kwon-young Kim Ji-won                   |
| 2013      | Mathias Weber Estrup           | Maja Pavlinić           | Mathias Weber Estrup Christian Wolf    | Maja Pavlinić Dorotea Sutara        | Mitja Šemrov Kaja Stanković                 |
| 2014      | Muhammed Ali Kurt              | Clara Azurmendi         | Luís Enrique Peñalver Javier Suárez    | Kader İnal Fatma Nur Yavuz          | Sergey Molodov Mariya Dmitrieva             |
| 2015      | Vincent Medina                 | Aliye Demirbağ          | Toma Junior Popov Thomas Vallez        | Kader İnal Fatma Nur Yavuz          | Thomas Vallez Joanna Chaube                 |
| 2016      | Korakrit Laotrakul             | Manassanan Lerthattasin | Pakin Kuna-Anuvit Natthapat Trinkajee  | Emma Karlsson Johanna Magnusson     | Pakin Kuna-Anuvit Kwanchanok Sudjaipraparat |
| 2017      | Ondřej Král                    | Vivien Sándorházi       | Ondřej Král Matěj Hubáček              | Vivien Sándorházi Tereza Švábíková  | Robert Cybulski Wiktoria Dąbczyńska         |
| 2018      | Christo Popov                  | Vivien Sándorházi       | Christopher Grimley Matthew Grimley    | Serena Au Yeong Sabrina Herbst      | Kilian Meusburger Sabrina Herbst            |
| 2019      | Christo Popov                  | Vivien Sándorházi       | Vít Kulíšek Jan Janoštík               | Alice Campbell Rachel Sugden        | Vít Kulíšek Lucie Krpatová                  |
| 2020      | Sergej Lukić                   | Tara Shah               | Lev Barinov Egor Borisov               | Kateřina Zuzáková Lucie Krpatová    | Lev Barinov Anastasiia Boiarun              |
| 2021      | Lakshay Sharma                 | Petra Meszaros          | Tino Daoudal Paul Tournefier           | Adele Fillonneau Eulalie Serre      | Kean Gabor Kigyos Nikol Szabina Vetor       |
| 2022      | Sanjeevi Padmanabhan Vasudevan | Petra Maixnerová        | Jarne Schlevoigt Nikolaj Stupplich     | Selin Hübsch Julia Meyer            | Jarne Schlevoigt Julia Meyer                |
| 2023      | Daniel Dvořák                  | Lucie Krulová           | Daniel Dvořák Jan Rázl                 | Lucie Krulová Kateřina Osladilová   | Viktor Petrović Anđela Vitman               |
| 2024      | Bharath Latheesh               | Lucie Krulová           | Timeo Bourgin Gaspard Leriche          | Raiia Almalalha Anastasiia Alymova  | Patrik Hrazdíra Kateřina Osladilová         |
| 2025      | Sebastian Pinkowicz            | Anja Blazina            | Vladyslav Kunin Yegor Romaniuk         | Lumikki Liias Marija Paskotši       | Louis Morin Tammi van Wonterghem            |